# Марченко, Алла Максимовна
А́лла Макси́мовна Ма́рченко (род. 20 октября 1932, Ленинград) — российский критик и литературовед.

## Биография
Родилась 20 октября 1932 года в Ленинграде.
Окончила филологический факультет МГУ (1956), в том же году дебютировала как критик. Работала в журналах «Советский воин» (1956—1958) и «Вопросы литературы» (1960—1966), в 1991—1993 годах была одним из руководителей журнала «Согласие». Вела постоянные рубрики в журнале «Новый мир», «Литературной газете», регулярно публиковалась в других ведущих советских и российских литературных изданиях. Член Союза писателей СССР с 1973 года.
Основные труды Марченко связаны с творчеством и биографией Михаила Лермонтова (книга «С подорожной по казённой надобности», 1984), Сергея Есенина (монография «Поэтический мир Есенина», 1972 и 1989, книги «Сергей Есенин: русская душа», 2005 и «Есенин. Путь и беспутье», 2012) и Анны Ахматовой (книга «Ахматова. Жизнь», 2009).
Написанная Марченко биография Ахматовой была в 2009 году среди претендентов на премию «Большая книга». По словам автора, «я дерзнула прочитать как стихи не только стихи АА, но и тот „сор“, из которого они выросли. Разумеется, это не тот сор, который не следует выносить из избы. Это та повседневность, которую князь Пётр Вяземский называл „пёстрым мусором общежития“. <…> Пришлось скрести по сусекам, рассматривая на просвет любую „соринку“». Однако, по мнению критика Валерия Шубинского, «книга Марченко не только вульгарна: она ещё и бестолково написана — автор постоянно путает известное, предполагаемое и вымышленное».
Книга «Есенин. Путь и беспутье», по мнению доктора филологических наук Юрия Павлова, содержит большую долю вымыслов: «С первых страниц книги Марченко создаёт мифы, рассчитанные на людей легковерных и далёких от литературы».
Живёт в Москве.

## Сочинения
- Марченко А. Ахматова: жизнь. — М.: АСТ; Астрель, 2009. — 672 с. — 10 000 экз. — ISBN 978-5-17-054551-3.
- Марченко А. Есенин: путь и беспутье. — М.: Астрель, 2011. — 608 с. — 5000 экз. — ISBN 978-5-271-39257-3.